# Peucedanum
Peucedanum és un gènere de plantes dins la família de les apiàcies. Té una distribució cosmopolita. Conté 64 espècies acceptades.
Als Països Catalans se'n troben 7 espècies: Peucedanum officinalis, P.schotti, P. cervaria, P.hispanicum, P. ostruthium, <p. alsaticum P.oreoselinum.

## Descripció
Són plantes herbàcies i perennes amb les tiges finament estriades. Les seves fulles tenen pecíol i les flors en umbel·la terminal o axil·lar. El fruit és el·lipsoide.

## Taxonomia
Aquest gènere va ser descrit per Linaeus i publicat a Species Plantarum 1: 245–246. 1753. L'espècie tipus és:	Peucedanum officinale L.	

## Algunes espècies
- Peucedanum achaicum
- Peucedanum angolense
- Peucedanum angustisectum
- Peucedanum bourgaei
- Peucedanum camerunensis
- Peucedanum carvifolia
- Peucedanum caucasicum
- Peucedanum cervaria
- Peucedanum coriaceum
- Peucedanum delavayi
- Peucedanum dissolutum
- Peucedanum elegans
- Peucedanum gallicum
- Peucedanum hispanicum
- Peucedanum japonicum
- Peucedanum lancifolium
- Peucedanum ledebourielloides
- Peucedanum litorale
- Peucedanum magalismontanum
- Peucedanum morisonii
- Peucedanum officinale L.
- Peucedanum oreoselinum
- Peucedanum ostruthium (L.) W.D.J. Koch
- Peucedanum palustre (L.) Moench
- Peucedanum parkinsonii
- Peucedanum praeruptorum
- Peucedanum pschavicum
- Peucedanum rubricaule
- Peucedanum sandwicense Hbd.
- Peucedanum siamicum
- Peucedanum songpanense
- Peucedanum sulcatum
- Peucedanum tauricum
- Peucedanum terebinthaceum
- Peucedanum turgeniifolium
- Peucedanum venetum
- Peucedanum zedelmeyeranum
- Peucedanum zenkeri